# Заслуженный геолог РСФСР
Заслуженный геолог РСФСР — государственная награда РСФСР, почётное звание присваивалось Президиумом Верховного Совета РСФСР и являлось одной из форм признания государством и обществом заслуг отличившихся граждан.

## Описание
Званием «Заслуженный геолог РСФСР» награждались за заслуги в развитии геолого-разведочного производства, укреплении минерально-сырьевой базы, научном обосновании направлений геолого-разведочных работ, за поиски, открытие, разведку и передачу в промышленное освоение месторождений полезных ископаемых, разработку и внедрение экологически чистых технологий, подготовку кадров и работающим в геологических организациях и научных учреждениях 15 и более лет.
Установлено 21 мая 1970 года.